# Роздольне
Роздо́льне (до 1944 року — Акше́йх; крим. Aqşeyh) — селище в Україні, у Перекопському районі Автономної Республіки Крим. Колишній адміністративний центр Роздольненського району.
Знаходиться в північно-західній частині Криму, на Кримській низовині, за 7 км від морського узбережжя, та за 134 км від Сімферополя, за 40 км від найближчої залізничної станції. Автостанція забезпечує автобусне сполучення з містами Сімферополь, Євпаторія, Херсон, Миколаїв та Джанкой.

## Населення
Станом на 1 лютого 2001 року в смт проживало 9,6 тис. осіб. У національному складі переважають українці та росіяни, проживають також кримські татари, німці, білоруси, вірмени та євреї.

## Історія

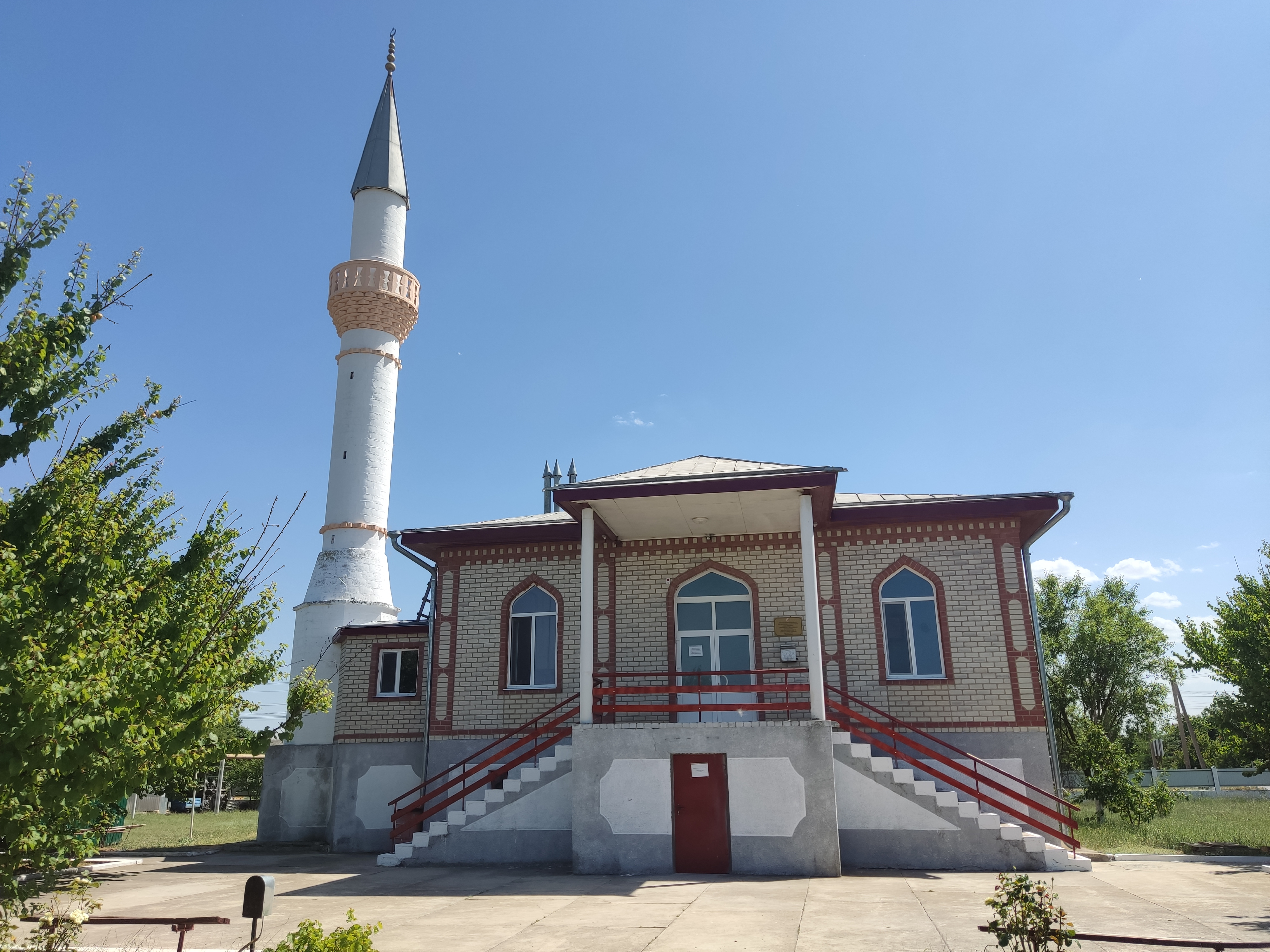
Мечеть Акшейх Меркез Джамі

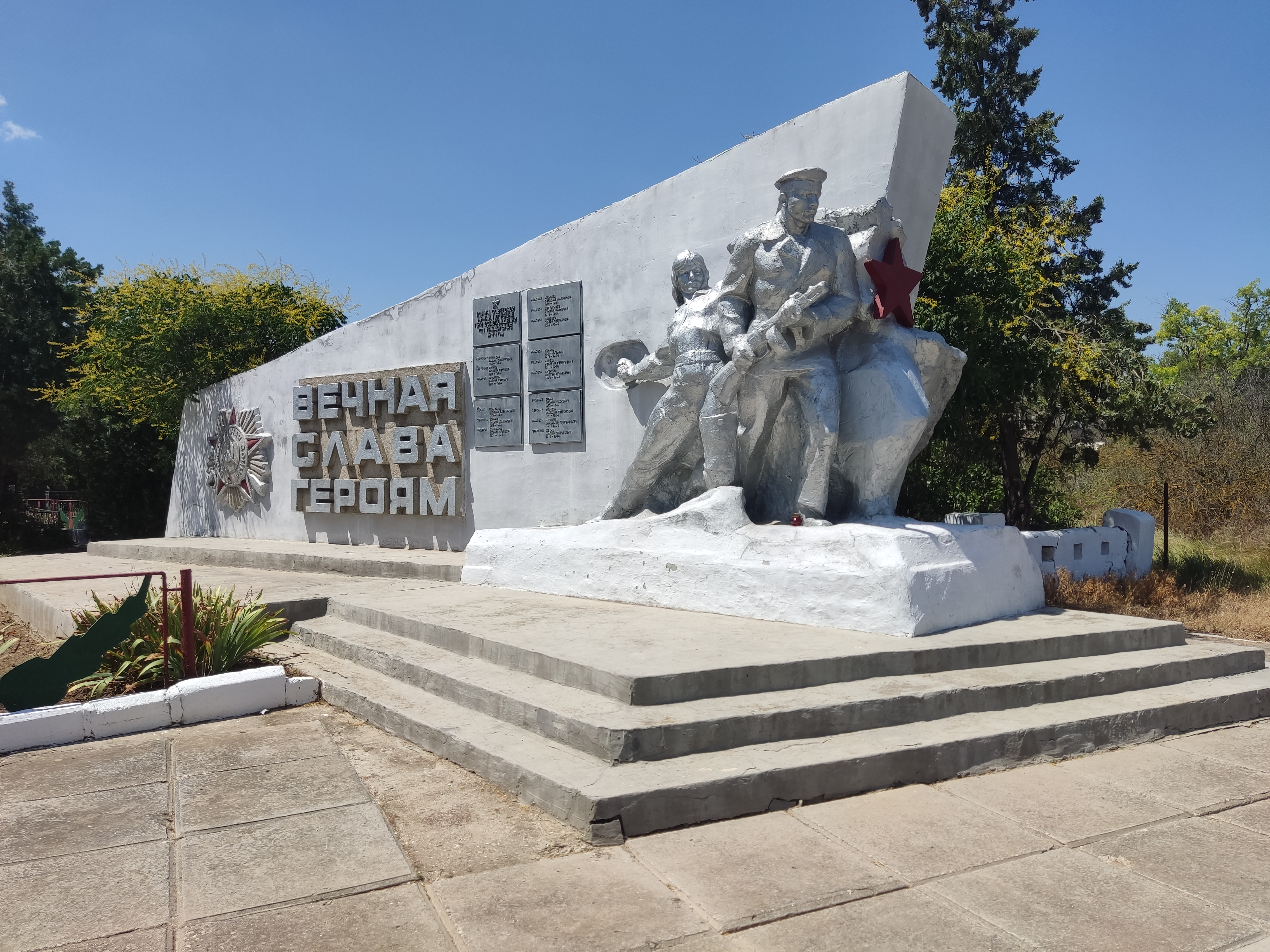
Братська могила радянських воїнів

Територія сучасного селища була заселена в III—І тисячолітті до н. е. Про це свідчать виявлені тут і частково вивчені залишки поселень епох ранньої і пізньої бронзи та кургани. Поблизу Роздольного відкрито також скіфське поселення і ранньосередньовічний могильник (кінець І тисячоліття н. е.).
Вперше Акшейх згадується у Камеральному описі Криму 1784 року, проведеному після включення Криму до складу Російської Імперії. Після другої хвилі еміграції кримських татар у 1850-х та 1860-х років село було заселене німецькими колоністами. Село знаходилося на перетині доріг, що зв'язували Перекоп і Євпаторію, Ак-Мечеть (нині Чорноморське) і пристань Сари-Болат, що приймала торгові судна зі Скадовська і Хорлів. Основним заняттям населення було хліборобство та вівчарство.
У 1914 році в селі проживало всього 50 осіб, діяв паровий млин, початкова школа. У квітні 1917 року був утворений волосний суспільний комітет, в лютому 1918 року встановлена радянська влада. У 1926 році населення Акшейха становило вже 214 осіб, село стало центром сільради. У 1921—1923 роках село входило до складу Бакальського району, в 1924—1934 — Євпаторійського району, а з 1935 року Акшейх стає райцентр однойменного району.
У 1933 році в селі створена МТС, в парку якої налічувалися 24 трактори. У 1935 році в Акшейху проживало вже 11,7 тис. осіб, в тому числі 4240 кримських татар, 3109 росіян, 1966 німців, 1790 українців та 683 євреїв. З 30 жовтня 1941 до 13 квітня 1944 років продовжувалася німецька окупація села. У місті діяв партизанський загін, підпільні організації. Збитки війни склали 36,2 млн карбованців.
З 1944 року у зв'язку з депортацією кримських татар з Криму село було перейменовано та одержало сучасну назву. У 1950 році в ньому споруджений водопровід, в 1957 — районна лікарня, в 1959 — середня школа, в 1960 — готель, кінотеатр, 430 житлових будинків, до села прокладене шосе з Євпаторії. З 1960 року Роздольне — селище. У період з 1963 по 1964 роки селище знаходилося у складі Чорноморського району, з січня 1965 — знову райцентр. До 1969 року населення Роздольного збільшилося в 4 рази, кількість будинків — в 12 разів, медперсоналу — в 17, вчителів — в 15 разів порівняно з 1940 роком.

## Економіка
На території селища діють хлібозавод, маслозавод, Управління зрошувальних систем, Коопзаготпром, Райагробуд, ВУЖКГ, СПМК-73 та ВКБ.

## Соціальна сфера
Зараз в селищі діють 2 загальноосвітні школи, дитячий садок на 350 місць; центральна районна лікарня, дитяча консультація, стоматологічний кабінет, відділення швидкої допомоги, хірургічне відділення, станція переливання крові; районний Будинок культури, музична школа, краєзнавчий музей; торговий комплекс, податкова інспекція, Будинок побуту; Парк культури і відпочинку.

## Пам'ятки
У селищі встановлені пам'ятники Леніну та воїнам-визволителям.

## Відомі люди
- У селищі народився Банас Юрій Олександрович — старший сержант Збройних сил України, учасник російсько-української війни.[4]